# Parque provincial El Chiflón

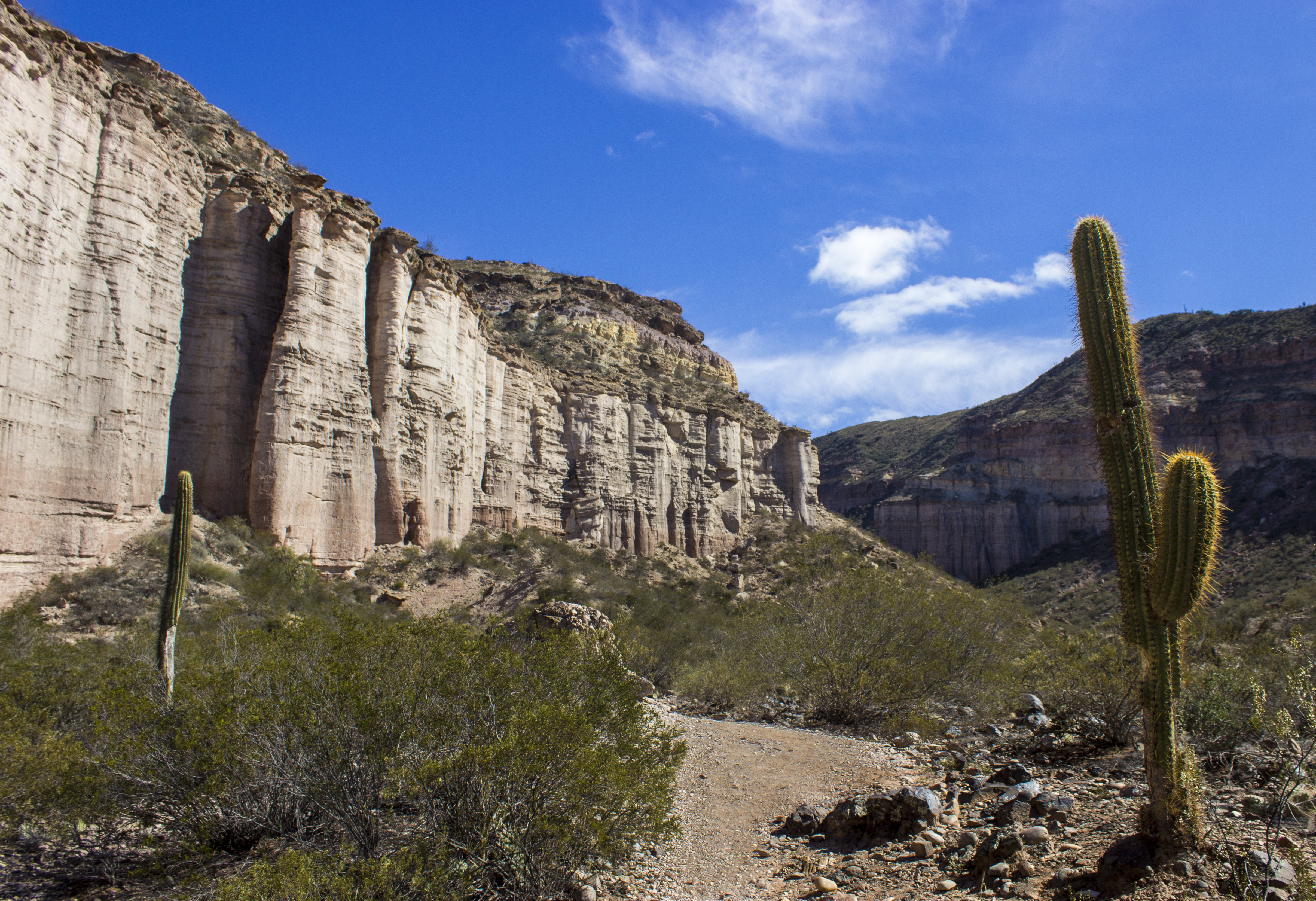
Parque provincial El Chiflon

El Parque provincial El Chiflón se encuentra ubicado sobre la RN 150, a una distancia de 70 km aproximadamente al oeste de la localidad de Patquía, en el Departamento Independencia, a unos 150km de la ciudad de La Rioja, capital de la provincia homónima, en la Argentina.
Forma parte de la cuenca geológica Talampaya / Ischigualasto y comparte con dichos parques características paisajísticas, geológicas y culturales. Su nombre evoca el sonido que produce el viento al circular entre las formaciones rocosas.
Este parque provincial se creó en el año 2002, abarcando una superficie de unas 9000 hectáreas, con el objeto de preservar sus recursos paisajísticos, geológicos y culturales.
El recorrido por el parque se desarrolla a lo largo de tres circuitos, de los cuales solo una parte se realiza en vehículo. El resto del recorrido se realiza mediante caminatas de baja o media dificultad, en todos los casos con el acompañamiento de baqueanos que actúan informalmente como guías.

## Formaciones y geoformas
Las curiosas formas producto de la erosión (geoformas) fueron nombradas espontáneamente por los pobladores cercanos, sobre la base de la similitud de su aspecto con objetos o animales. Tal es el caso, por ejemplo de “La Tortuga”, “El Loro”, “La Casita”, "El Pan Dulce", "El Hongo" o "El Ojo de la Cerradura".

## Geología
En la región se encuentran evidencias de formaciones geológicas paleozoicas, por ejemplo el Cerro Blanco; carboníferas en el caso de La Torre y triásicas en Lomas Blancas y el río Chiflón, por ejemplo.
Se han encontrado vestigios diseminados de madera petrificada como otra evidencia en los afloramientos triásicos.

## Flora y fauna
La vegetación es típica de ambiente árido, con presencia de árboles y arbustos como el algarrobo blanco (Prosopis alba) y negro (Prosopis nigra), el chañar (Geoffroea decorticans) y el árbol de brea (Parkinsonia praecox) que alternan con jarillas, chilcas (Baccharis salicifolia) y cortadetas (Cortaderia selloana).
Desde el punto de vista de la observación de aves, es destacable es avistamiento del cóndor andino.

## Arqueología

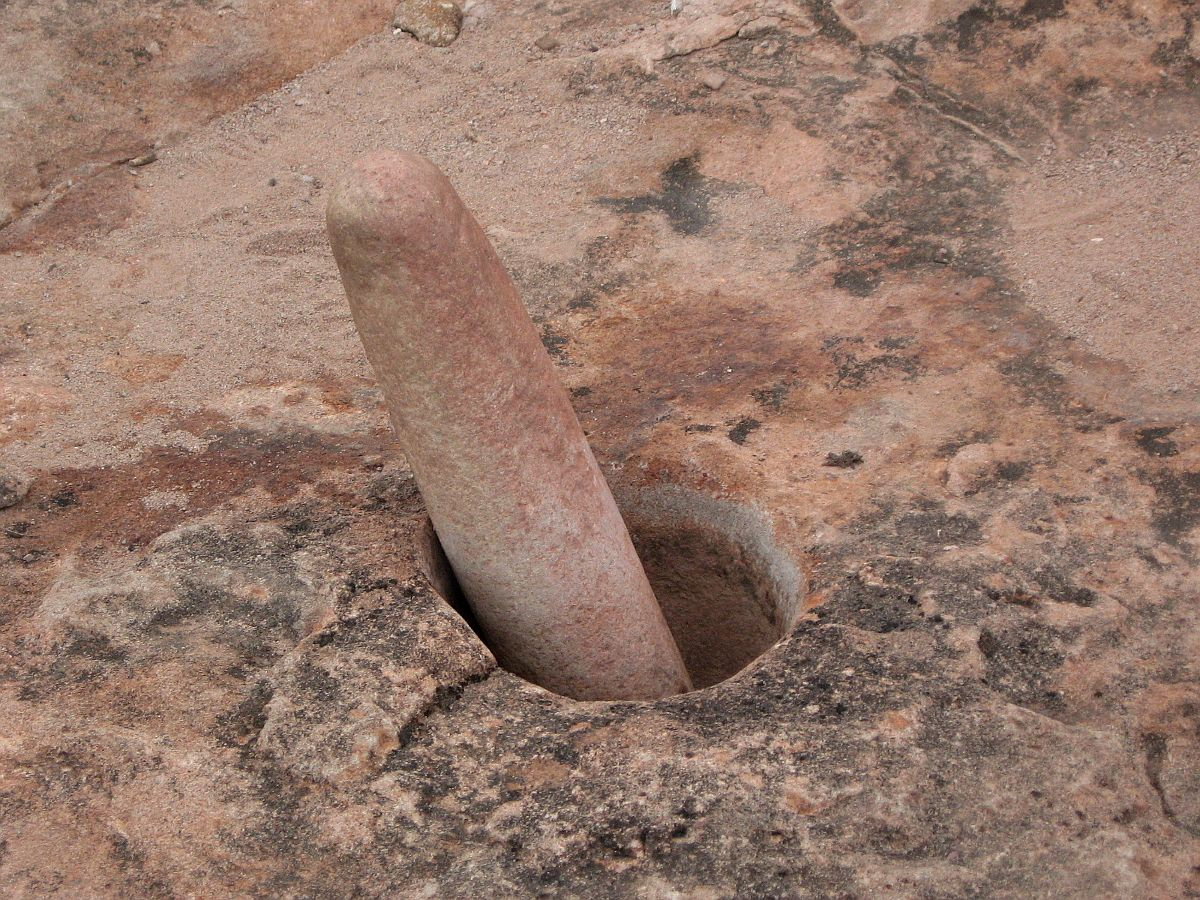
Mortero de piedra

Estudios recientes dan cuenta de una importante riqueza arqueológica, considerando el número de hallazgos y su diversidad. Se destacan las áreas de morteros comunitarios tallados en piedra, múltiples y variadas estructuras edilicias, petroglifos y particularmente un pucará situado a 1100msnm aproximadamente, con una superficie estimada en alrededor de 4000m².